# Circus Frans Mikkenie

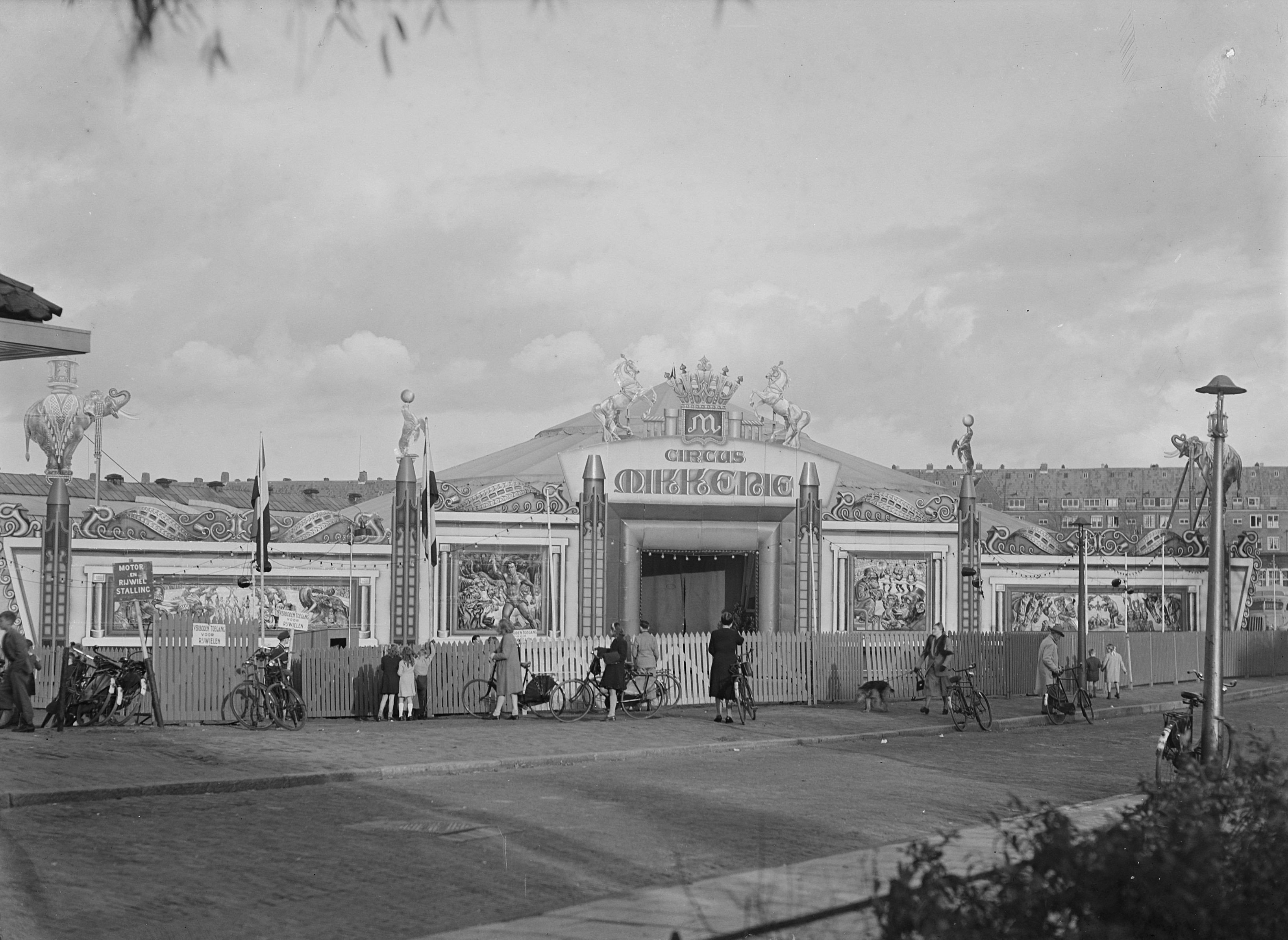
Circus Mikkenie in 1948

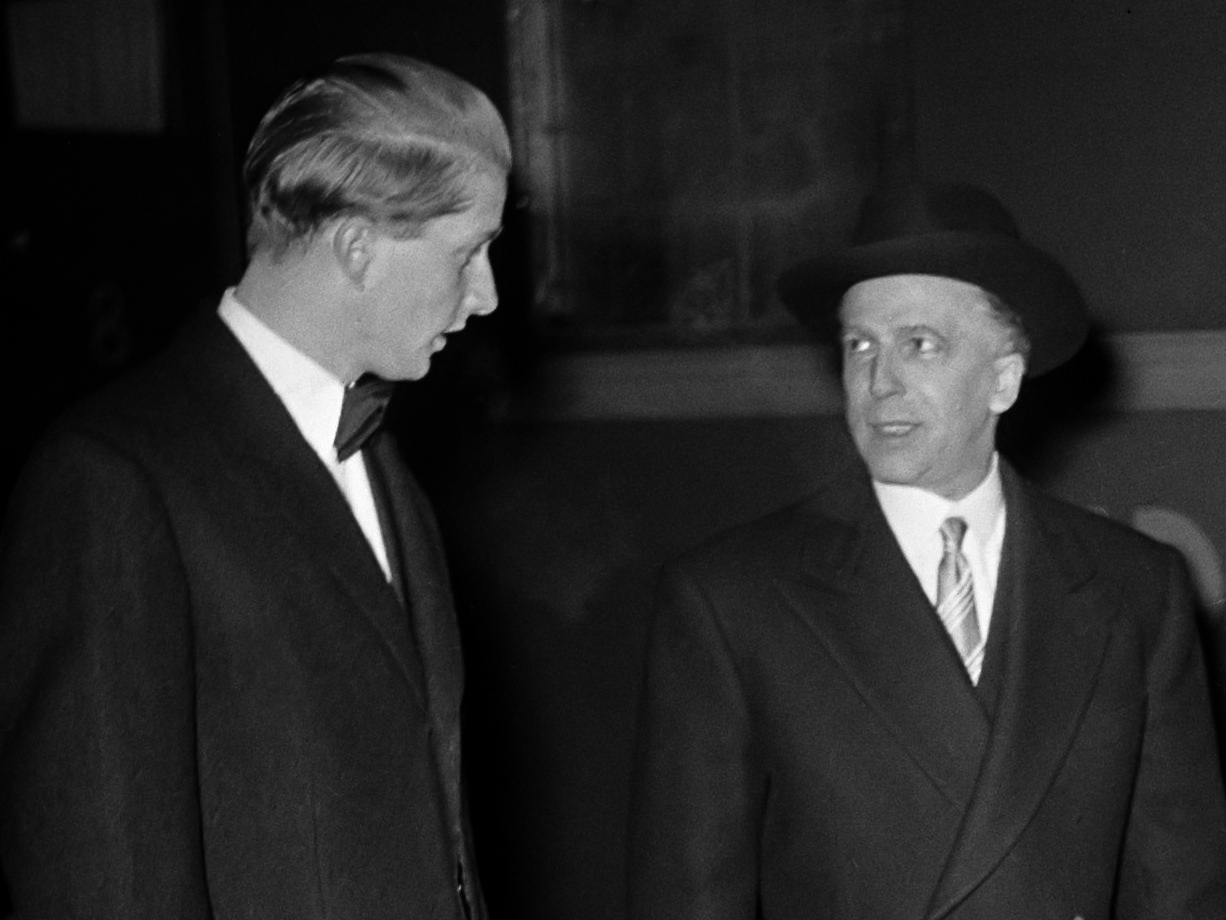
Frans Mikkenie (rechts) ontvangt prins Albert van België

Circus Frans Mikkenie was van 1948 tot 1954 het grootste circus in Nederland.
Nadat Frans Mikkenie van 1936-1947 circusdirecteur was van het Circus Strassburger (vanaf 1940 Circus Mikkenie-Strassburger genaamd), richtte hij in 1948 zijn eigen circus op.  Het circus had een aluminium tent, die zij een kiosk noemden, waarmee het gezelschap door Nederland, België en Luxemburg trok. Er pasten 4.000 toeschouwers in de kiosk.
Op terugweg van Spanje reisde het gezelschap in 1950 door Frankrijk en België, en trad onderweg in enkele steden op. Vandaar trok het circus naar Italië. De première op 1 juli in Rome was een groot succes en Frans Mikkenie werd benoemd tot Commandeur in de Orde van St. George van Antiochië.
In 1953 ging Circus Mikkenie toeren onder de naam Hollywood Circus. Het begon met een galavoorstelling in Brussel. Een van de bezoekers was Prins Albert. In Duitsland traden ze gewoon als Circus Frans Mikkenie op. In 1953 kwam ook de detectiveroman "Circus Mikkenie" uit, geschreven door Havank. In 1968 werd er een hoorspel Circus Mikkenie van gemaakt.
Het laatste seizoen was 1954. Circus Mikkenie reisde rond als Circo Español. Het werd een revue-circus, waarvoor de piste door een podium werd vervangen. Kort nadat Frans Mikkenie (op 24 juli 1954) overleed, stopte het circus.

## Circus Mikkenie 1977
Circus Mariska, een kindercircus, werd in 1977 omgedoopt in Circus Mikkenie, met toestemming van de familie. Mikkenies paarden en dromedarissen stonden weer op het programma. Directeur was Rob Ritman, die eerder o.a. bij Boltini werkte.